# بازائلس
بازائلس (به فرانسوی: Bazailles) یک کمون (فرانسه) در فرانسه است که در موزل واقع شده‌است. بازائلس ۴٫۲۳ کیلومتر مربع مساحت دارد ۳۲۷ متر بالاتر از سطح دریا واقع شده‌است.